# 바바촌 (니가타현)
바바촌(馬場村)은 니가타현 나카우오누마군에 설치되었던 촌이다. 현재의 도카마치시에 해당한다.